# 자유 민권 운동
자유민권운동(自由民權運動, 일본어: 自由民権運動 지유민켄운도[*])은 메이지 시대에 열린 민주주의를 요구했던 일본의 정치, 사회운동이다. 보통 1874년 민선의원설립건백서 사건에서 시작하여 사쓰마번의 번벌정치에 항의해 헌법제정운동, 의회수립운동, 지조경감요구, 유럽, 미국과의 불평등 조약 개정 요구, 언론의 자유 및 집회의 자유 등을 내걸었으며 1890년 제국의회 수립까지 이어졌다.

## 배경
1867년 10월 대정봉환(大政奉還)을 통해 에도막부가 메이지천황에게 통치권을 반환하며 가마쿠라막부 이래 675년 동안 계속되던 봉건시대가 끝나고, 메이지 유신을 통해 중앙집권적인 근대국가로 나아갈 수 있는 발판을 마련하였다. 이러한 정치적 배경과 더불어 당시 서양의 사상을 받아들인 지식인들의 민권에 대한 요구, 사회적 격변 속에서 위기에 처한 하층민의 요구 등이 배경이 되어 전개되었다.
자유민권운동은 세 단계로 나눌 수 있다. 제1단계는 1874년（메이지 7년）민선의원설립건백서(民選議院設立建白書) 제출로부터, 1877년 세이난 전쟁까지이다. 제2단계는 세이난 전쟁 이후 1884-1885년까지이며 이 운동이 가장 활발하던 시기이다. 제3단계는 조약개정에 대한 반대운동으로서 민당(民党)이 일으켰다고 하는 대동단결운동(大同団結運動)을 중심으로 메이지 20년을 전후로 한 운동이다.

## 경과
자유민권운동은 1874년 이타가키 다이스케 등이〈민선의원 설립건백서〉를 제출하면서 본격화되었다. 운동의 주요 세력은 옛 사족을 비롯한 지방 부농층이었으며 후반에는 빈농층도 결합하였다. 이들은 근대적인 헌법의 제정과 행정, 입법, 사법의 삼권 분립을 요구하였다. 자유민권운동 진영은 개항 이후 번벌들에게 집중된 권력에 대항하여 민중의 참정권을 요구하면서 일본을 입헌군주제 국가로 만들고자 하였다. 메이지 정부를 장악하고 있던 번벌 측은 민권운동의 요구를 수용한다고 표방하였으나 모든 형식상 권리를 천황에게 집중 시키고자 하였다.
1880년대 초까지도 정부는 민권파를 탄압하였다. 그러나 정부 인사들 가운데 일부는 결국 민권운동의 요구를 일부 수용할 수 밖에 없다고 생각하고 있었다.:398 메이지 정부는 1882년 헌법 조사 연구를 위해 이토 히로부미를 유럽으로 파견하였고 1889년 내각제를 기반으로 하는 일본 제국 헌법이 공표되었다.
자유민권운동을 이끌어 가던 민권파와 번벌 중심의 기득권 세력이던 국권파는 한동안 힘의 균형을 이루었으나 1882-84년 사이 국권파가 힘을 얻게 되었다. 이러한 전환의 주요 계기는 조선의 갑신정변 실패였다. 갑신정변을 지원했던 민권파는 조선의 실패를 계기로 국력 강화론으로 경도되었다.:175-176
1882년 이후 민권운동의 열기는 쇠퇴하고 있었다. 도시화에 따른 주요 지지층의 몰락 등이 원인이 되었다.:420-430 1890년 11월 제1회 총선 결과 의회는 번벌과 민당이 분점하였지만 청일전쟁 이후 고조되는 국권신장론과 대비되어 쇠락한 민권파는 제1회 일본 국회가 열릴 무렵 결국 분열되기에 이른다.:420-430

## 결과

### 헌법 제정
1889년 2월 11일 메이지 헌법이 제정되었다. 천황이 제정하는 '흠정(欽定) 헌법'으로 천황이 신민에게 하사한다는 형태로 발포되었다. 메이지 정부가 헌법을 제정한 가장 큰 이유는 부국강병과 불평등조약의 개정을 추진하기 위해서였다. 메이지 헌법은 천황을 신성불가침의 존재(3조)이자 유일한 통치권자로 규정한다. 행정부로서 내각을, 입법부로서 제국의회를, 사법부로서 재판소를 규정하고 있다. 행정 입법 사법 등의 통치권은 모두 천황에게 집중되어 있고, 천황은 육해군을 통수하고(11조), 육해군의 편성 및 상비병력을 정한다(12조)고 규정되어 있다. 헌법에 따르면 천황은 절대적인 권력을 행사할 수 있는 존재다. 메이지 헌법에서 주권은 천황에게 있고, 국민은 천황의 통치를 받는 신민으로서 그의 통치를 도울 뿐이다. 하지만 천황이 신성불가침의 절대적 존재라고 헌법에 규정되어 있지만, 천황이 실제로 정치에 참여하지는 않는다. 즉, 천황은 표면상으로만 절대성을 가졌을 뿐, 실제로는 의회나 내각, 원로 및 중신 등의 보필을 받고 통치행위를 시행했다. 만약 통치행위가 제대로 되지 않으면, 천황이 아니라 보필자나 협찬한 사람의 책임이라 하였다.

### 삼권 분립
메이지 헌법에서 천황은 신성불가침한 존재(3조)이며 유일한 통치권자라고 규정되었다. 행정부로서 내각이, 입법부로서 제국의회가, 사법부로서 재판소가 각각 헌법으로 규정되고, 행정 입법 사법 등의 통치권은 모두 천황에게 집중되었다. 천황은 육해군을 통수하고(11조), 육해군의 편성 및 상비병력을 정한다(12조)는 조항에서 볼 수 있듯이 천황은 절대적인 권력을 행사할 수 있었다. 이와 같이 메이지 헌법에서 주권은 천황에게 있었다. 국민은 천황의 통치를 받는 신민으로서 천황의 통치를 도울 뿐이었다.
메이지 헌법의 천황 절대화는 결국 내각이 군부를 통제하지 못하는 약점을 노출하였고 이후 군국주의화 되는 것을 막지 못하였다. :186-190 민권운동은 헌법제정관 국회설립으로 근대적 입헌군주제를 기대하였으나 그 누구의 기대와도 달리 군부는 천황에게 부여된 특별한 지위에 기대어 자신들의 세력을 키웠다.:476

### 제국주의화
국회 개설과 더불어 공업의 발흥으로 경제적으로 큰 발전을 보자 일본은 차츰 한국과 중국으로 정치·경제적 침투를 시작했다. 청일 전쟁에서 청나라를 이김으로써 타이완을 점령했고, 그 배상금을 기초로 하여 금본위제를 수립하고 자본주의 경제체제를 정비했다. 또한 이 전쟁으로 조선에 대한 영향력을 완전히 확보하고 조선에 대한 종속화를 꾀했지만 조선의 대규모 민족 저항과 부동항을 얻기 위해 조선에 진출하고자 했던 러시아와의 충돌로 인하여 번번이 실패했다. 을미사변과 아관파천을 계기로 한국에서 입지를 굳힌 러시아는 만주의 러시아령에서 병력을 증강시켜 한반도에의 침투를 강화하였다. 그러자 일본은 한반도와 만주의 권익을 둘러싸고 러시아와 교섭을 진행하였지만 타협을 보지 못하자 1904년 러시아에 선전포고를 해 러일 전쟁을 치렀고, 러시아를 견제하려는 영국·미국의 지지와 쓰시마 해협에서의 결정적 승리로 러시아를 축출하고 조선에 대한 지배권을 확고히 해 다시금 정치·경제적 침투를 감행하였다. 러일 전쟁 승리 후 일본의 제국주의 정책은 더욱 노골화되었고, 영국과 미국 간의 밀약으로 조선 지배를 강대국으로부터 인정받은 일본은 대한제국과 강제로 을사늑약을 체결하여 외교권을 박탈, 보호국화하여 통감부를 설치하고, 이어서 1907년 고종을 강제 퇴위시키면서 한일신협약을 체결해 내정권을 박탈, 군대 또한 강제 해산시켰다. 그리고 1910년 8월 23일 통감부를 '총독부(總督府)'로 바꾸고 육군 대장 데라우치 마사타케를 초대 총독으로 임명하였다.

## 문화
엔카는 엔제츠카(演説歌), 즉 연설을 노래로 만든 것으로, 1878~1888(메이지 10년대)년 자유민권사상을 보급하기 위한 목적으로 연설을 노래로 변형시킨 것이다. 자유민권운동가들의 노래이던 엔카는 레코드회사가 개입되면서 패전 후 이성에 대한 연모의 정을 노래하는 성격으로 변해갔다.
"좋지 아니한가"(ええじゃないか, 에에쟈나이카)는 대정봉환 직후 별다른 일이 없던 정치적 공백기에 출몰한 군중들의 허무주의적 문화이다. 특징적인 행동은 술마시고 노래하고 춤추며 부적을 뿌리면서 행진한다. 행진 중에 에에자나이카(좋지 아니한가)를 외친다.

## 같이 보기
- 정한론
- 이타가키 다이스케
- 일본 자유당 (1881년 수립)